# لوکا اورلانو
لوکا اورلانو (انگلیسی: Luca Orellano؛ زادهٔ ۲۲ مارس ۲۰۰۰) بازیکن فوتبال اهل آرژانتین است.
از باشگاه‌هایی که در آن بازی کرده‌است می‌توان به باشگاه فوتبال ولز سارسفیلد اشاره کرد.